# Komarów (rejon stryjski)
Komarów (ukr. Комарів) – wieś na Ukrainie, w rejonie stryjskim obwodu lwowskiego. Wieś liczy 428 mieszkańców.
Za II Rzeczypospolitej do 1934 samodzielna gmina jednostkowa. Następnie należała do zbiorowej wiejskiej gminy Daszawa w powiecie stryjskim w woj. stanisławowskiem. Po wojnie wieś weszła w struktury administracyjne Związku Radzieckiego.